# Part of the Plan
«Part of the Plan» es una canción escrita e interpretada por el cantautor estadounidense Dan Fogelberg. Fue lanzada en noviembre de 1974 como sencillo principal de su segundo álbum de estudio, Souvenirs.

## Recepción de la crítica
Un escritor no especificado de la revista Cash Box lo consideró como “un vocalista dinámico con una gran capacidad para escribir canciones y un gran sentido musical”.

## Legado
En 2017, la banda Eagles versionaron «Part of the Plan» para el álbum tributo a Fogelberg, A Tribute to Dan Fogelberg. Fue producido por su viuda Jean, Norbert Puthman, Chuck Morris, y su amigo y mánager de toda la vida Irving Azoff. Ese mismo año, se estrenó en Tennessee un espectáculo de teatro musical titulado Part of the Plan, que incluye la música de Fogelberg.

## Lista de canciones
Todas las canciones escritas y compuestas por Dan Fogelberg.
1. «Part of the Plan» – 3:18
2. «Song from Half Mountain» – 2:51

## Créditos y personal
Créditos adaptados desde las notas de álbum de Souvenirs.
Músicos
- Dan Fogelberg – guitarra acústica y eléctrica, piano, órgano, voces
- Joe Walsh – guitarra acústica y eléctrica
- Russ Kunkel – batería
- Kenny Passarelli – bajo eléctrico
- Joe Lala – conga
- Graham Nash – armonía

## Posicionamiento
| Gráfica (1975)                            | Pico de posición |
| ----------------------------------------- | ---------------- |
| Australia (Kent Music Report)             | 71               |
| Canadá (RPM Top Singles)                  | 50               |
| Canadá (RPM Pop Music Playlist)           | 24               |
| Estados Unidos (Billboard Hot 100)        | 31               |
| Estados Unidos (Billboard Easy Listening) | 22               |
| Estados Unidos (Cash Box Top 100 Singles) | 24               |